# Bataille de Magenta
Deuxième guerre d'indépendance italienne
Batailles
- Montebello
- Varèse
- San Fermo
- Palestro
- Turbigo
- Magenta
- Melegnano
- Treponti
- Solferino
- San Martino

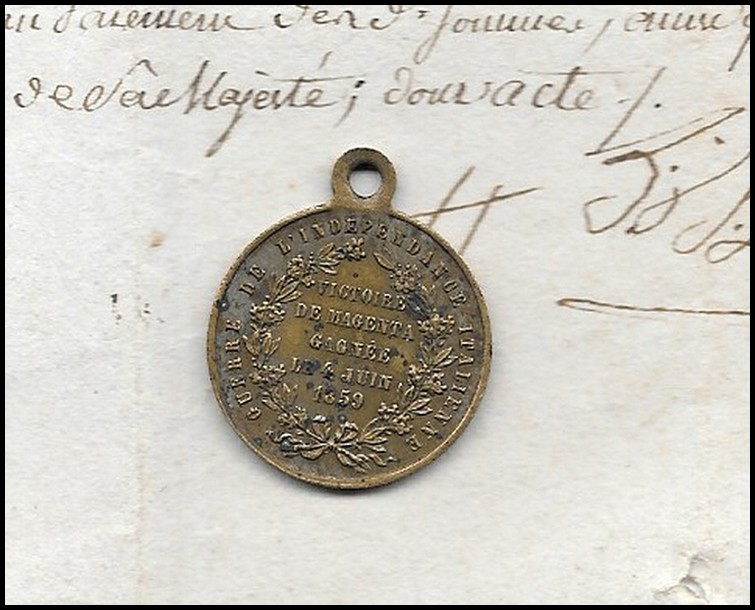
Médaille de la bataille de Magenta.

La bataille de Magenta, livrée le 4 juin 1859 pendant la campagne d'Italie, se termine par une victoire franco-sarde conduite par Napoléon III contre les Autrichiens du maréchal Ferencz Gyulai.

## La ville
Ancienne Castra Maxienta, Magenta est, en 1859, un gros village de Lombardie, opulent, enrichi par la campagne luxuriante qui l’entoure et par le trafic qui s’y concentre.

## La bataille
Elle a lieu près de la ville de Magenta dans le nord de l'Italie. L'armée d'Italie de Napoléon III déborde l'armée autrichienne par la droite, la forçant à battre en retraite. La bataille de Magenta n'est pas particulièrement grande mais elle est une victoire décisive pour les forces franco-sardes. Patrice de Mac-Mahon (1808 - 1893), futur président de la République française, est nommé duc de Magenta pour son rôle dans la bataille.

### Le contexte
En juillet 1858, Cavour rencontre secrètement Napoléon III à Plombières-les-Bains : selon les accords, la France doit aider le royaume de Sardaigne en cas d'attaque autrichienne. En cas de victoire, l'Italie devra être partagée en trois royaumes organisés en une confédération sous la présidence honoraire du pape, mais ce projet ne vit jamais le jour. La cession de Nice et de la Savoie sera le prix de l'aide française. Le 10 décembre, la France et le Piémont signent le traité d'alliance.

### Ordre de bataille

#### Armée franco piémontaise
- Infanterie 49 518 hommes
- Cavalerie 1 507 cavaliers
- Artillerie : 91 canons

Corps de la Garde Impériale sous les ordres du général Saint-Jean d'Angély
- Réserve d'artillerie (24 canons)
- 1re division - général Mellinet 6 055 hommes
  - Régiment de zouaves de la Garde impériale
  - 1er régiment de grenadiers de la Garde impériale
  - 2e régiment de grenadiers de la Garde impériale
  - 3e régiment de grenadiers de la Garde impériale
  - Artillerie de corps (12 canons)
- 2e division - général Camou
  - Bataillon de chasseurs à pied de la Garde impériale
  - 1er régiment de voltigeurs de la Garde impériale
  - 2e régiment de voltigeurs de la Garde impériale
  - 3e régiment de voltigeurs de la Garde impériale
  - 4e régiment de voltigeurs de la Garde impériale
  - Division Artillerie à cheval (12 canons)
- Division de cavalerie - général Morris
  - Chasseurs à cheval de la Garde impériale
  - Batterie d'artillerie à cheval de la Garde impériale

2e corps sous les ordres du général Mac Mahon  (19 000 hommes et 39 canons)
- 4e régiment de chasseurs à cheval
- 7e régiment de chasseurs à cheval
- Réserve d'artillerie
- 1re division - général de La Motterouge (9 306 hommes)
  - Régiment provisoire de tirailleurs algériens
  - 45e régiment d'infanterie de ligne
  - 65e régiment d'infanterie de ligne
  - 70e régiment d'infanterie de ligne
  - Artillerie
- 2e division - général Espinasse (9 460 hommes)
  - 11e bataillon de chasseurs à pied
  - 71e régiment d'infanterie de ligne
  - 72e régiment d'infanterie de ligne
  - 2e régiment de zouaves
  - 1er régiment étranger (2 bataillons)
  - 2e régiment étranger
  - Artillerie

3e corps  sous les ordres du maréchal Canrobert
- 1re division - général Renault (8 979 hommes)
  -     - 8e bataillon de chasseurs à pied
    - 23e régiment d'infanterie de ligne
    - 90e régiment d'infanterie de ligne
    - 41e régiment d'infanterie de ligne
    - 56e régiment d'infanterie de ligne

4e corps sous les ordres du général Niel
- 2e division - général Vinoy (6 915 hommes)
  - 6e bataillon de chasseurs à pied
  - 52e régiment d'infanterie de ligne
  - 73e régiment d'infanterie de ligne
  - 85e régiment d'infanterie de ligne
  - 86e régiment d'infanterie de ligne

Armée Piémontaise
- 2e division piémontaise sous les ordres du lieutenant général Fanti, (1 200 hommes – 4 canons)
  - 9e bataillon de Bersagliers
  - 13e batterie à pied
  - Chevau-légers Alessandria (2 escadrons)

### Les préparatifs et les premières phases de la bataille

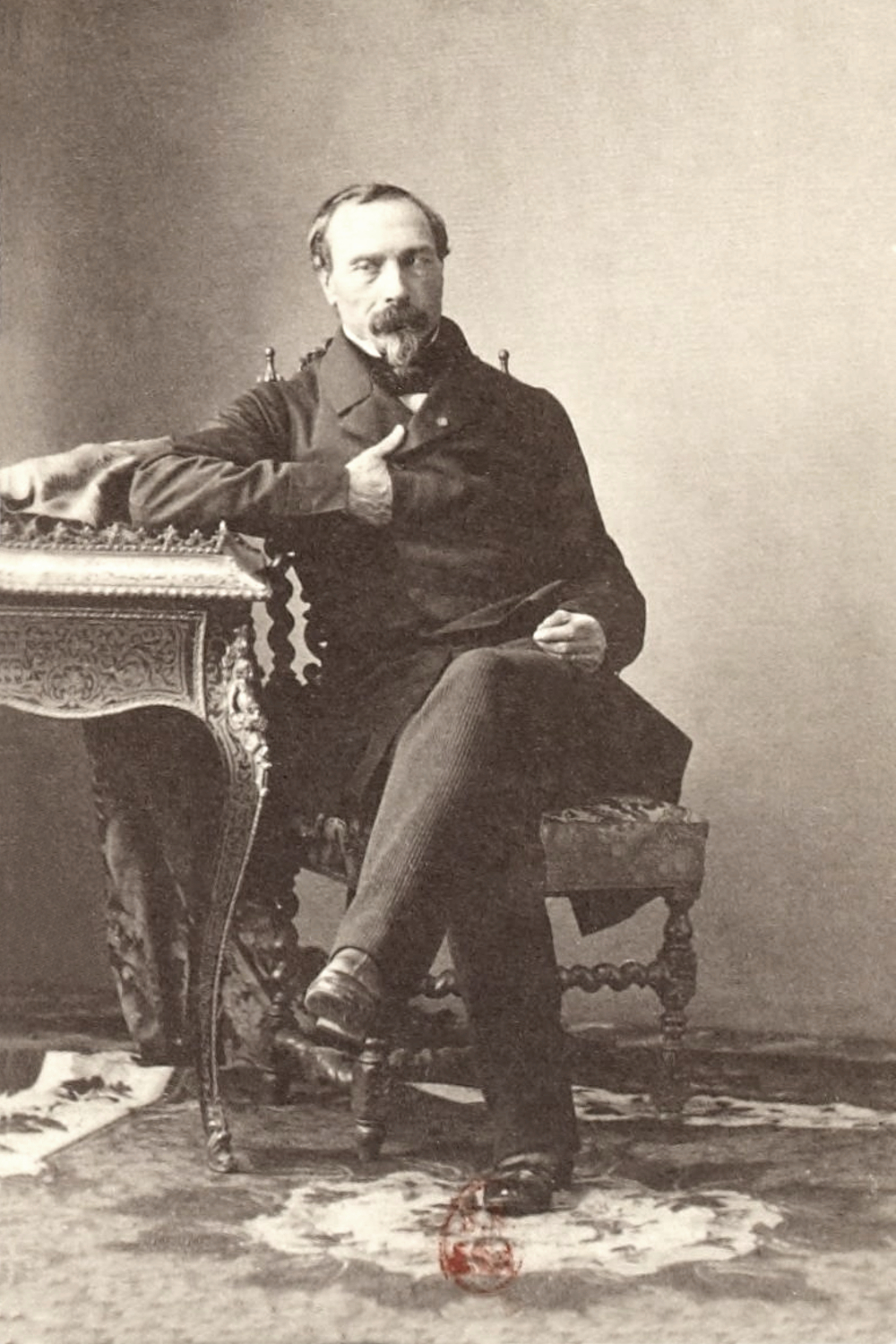
Le général Espinasse, tué dans la bataille.

Le 10 janvier 1859, Victor-Emmanuel II, dans le discours d'ouverture du parlement sarde dont le texte a été préparé par Cavour et Napoléon III, proclame : «… Nous ne sommes pas insensibles aux cris de douleurs qui depuis de nombreuses régions d'Italie se lèvent vers Nous… » L'écho est immense dans toute la péninsule : les Lombards manifestent leur enthousiasme pendant que les volontaires passent le Tessin pour s'unir aux Piémontais.

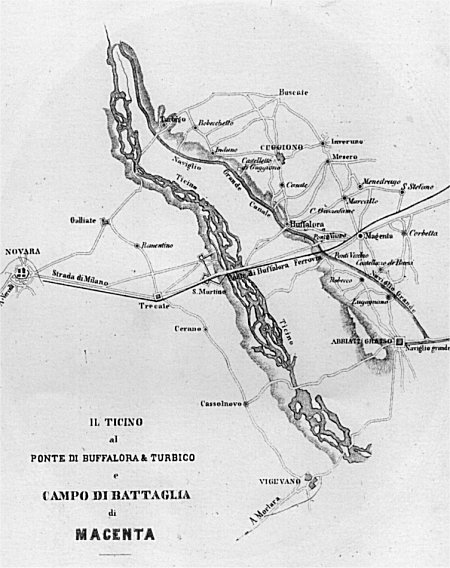
Carte de 1859 présentant les lieux de la bataille.

Le 23 avril, l'Autriche envoie un ultimatum au Piémont, lui intimant le désarmement sous trois jours. C'est l'occasion que Cavour a patiemment attendue pour provoquer la guerre. Le délai échu, les Autrichiens envahissent le Piémont avec l'intention de battre l'armée sarde avant l'arrivée des Français. Les Piémontais s'opposent à l'avancée du maréchal Ferencz Gyulai inondant les rizières de Lomelline et de Vercelli ; les Français traversent le col du Mont Cenis et depuis Gênes rejoignent rapidement le champ de bataille. Le 20 mai, les Autrichiens sont battus à Montebello.
Pendant que Gyulai attend avec le gros de ses troupes à Plaisance, Napoléon III traverse le Pô à Casale Monferrato et place l'armée française dans la zone d'Alexandrie et de Novare afin de pouvoir se diriger vers Milan. C'est seulement après les défaites subies le 30 et le 31 mai à Vinzaglio et à Palestro que le commandement autrichien s'aperçoit du piège et ordonne que le gros de l'armée soit déplacé, à travers Vigevano et Abbiategrasso, de Lomellina à Magenta. Les Autrichiens reculent, établissant ainsi une ligne défensive entre Naviglio Grande et le Tessin, faisant sauter le grand pont napoléonien de Boffalora sopra Ticino, entre Magenta et Trecate qui résista et restera partiellement exploitable. La nuit du 2 au 3 juin, le génie français, protégé par l'artillerie, jette un pont de barques de 180 mètres à Turbigo : le IIe corps d'armée peut commencer à traverser afin de soutenir les premiers combats à Turbigo et Robecchetto. Le matin du 4 juin, le général Mac Mahon partage ses troupes en deux colonnes, la seconde division commandée par le général Espinasse est déplacée vers Marcallo con Casone et la première division du général de la Motte-Rouge vers Boffalora sopra Ticino.
Pendant ce temps, les troupes autrichiennes tardent à arriver et le général autrichien Clam-Gallas dispose ses troupes en triangle avec pour sommets Magenta, Marcallo et Boffalora. Dès que Napoléon III entend tonner le canon, de son observatoire dans la tour de San Martino al Basto, convaincu que l'attaque de Mac Mahon est engagée, il ordonne aux troupes en attente près du Tessin de se déplacer vers les ponts de Naviglio di Boffalora, Ponte Vecchio et Ponte Nuovo. Les Autrichiens font sauter les deux premiers ponts, le pont de la douane et celui de la voie ferrée, un peu plus bas. Il reste l'unique passage pour rejoindre la berge gauche du canal. Mac Mahon est arrêté dans l'attente de coordonner ses deux colonnes et le IIIe corps d'armée français tarde depuis Novare à rejoindre le champ de bataille. D'Abbiategrasso, le gros des troupes autrichiennes commence à arriver et son entrée rend la situation critique pour les Français à tel point qu'un télégramme est envoyé à Vienne qui annonce la victoire. Après de féroces combats, les Français réussissent à passer sur le ponte Nuovo après que les Autrichiens, menacés sur leur flanc droit par Mac Mahon qui a repoussé l'attaque à Boffalora, se retirent à Magenta. Dans les combats, le général français Jean Joseph Gustave Cler tombe.

### La dernière attaque

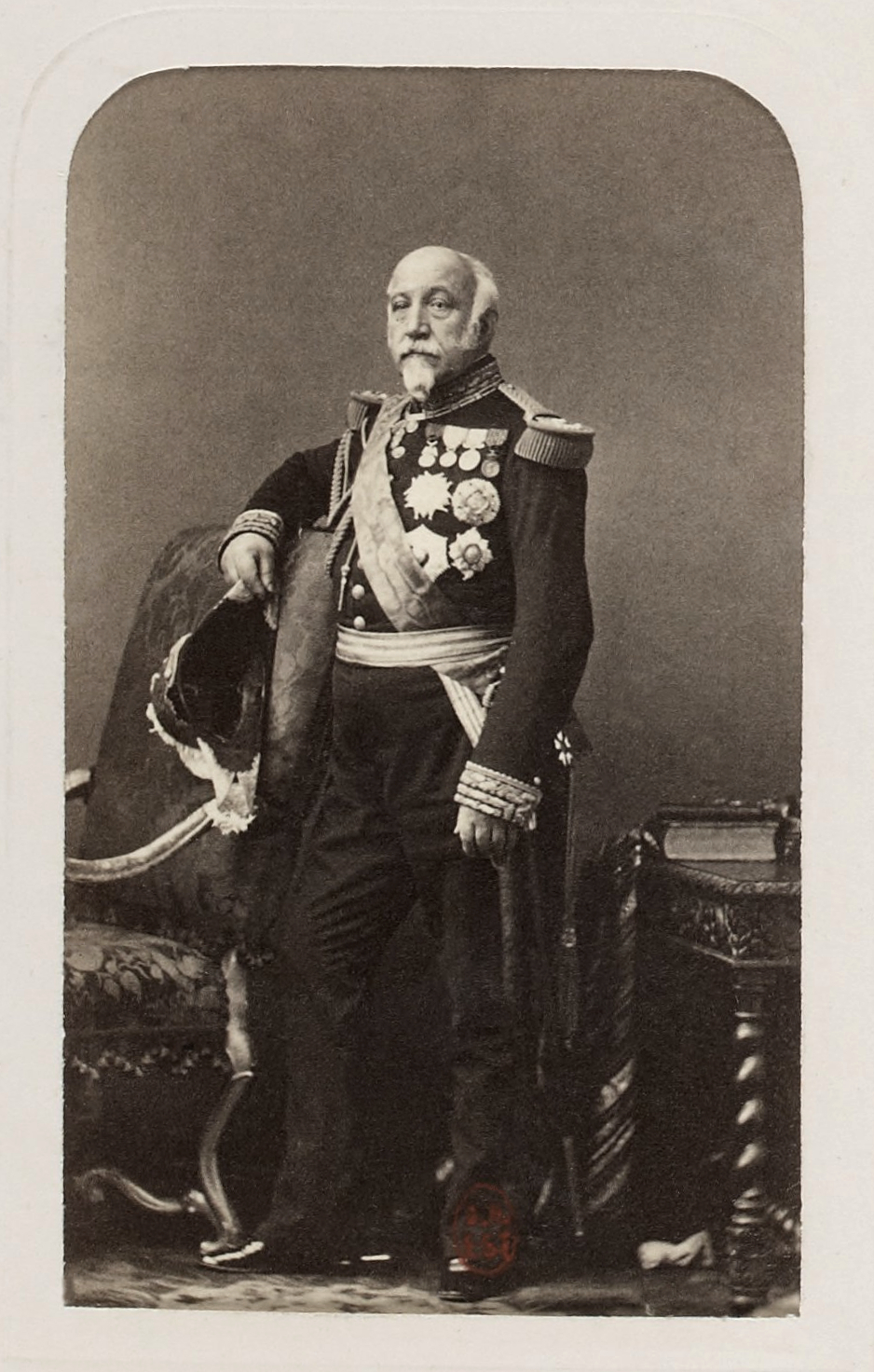
Regnaud de Saint-Jean d'Angély.

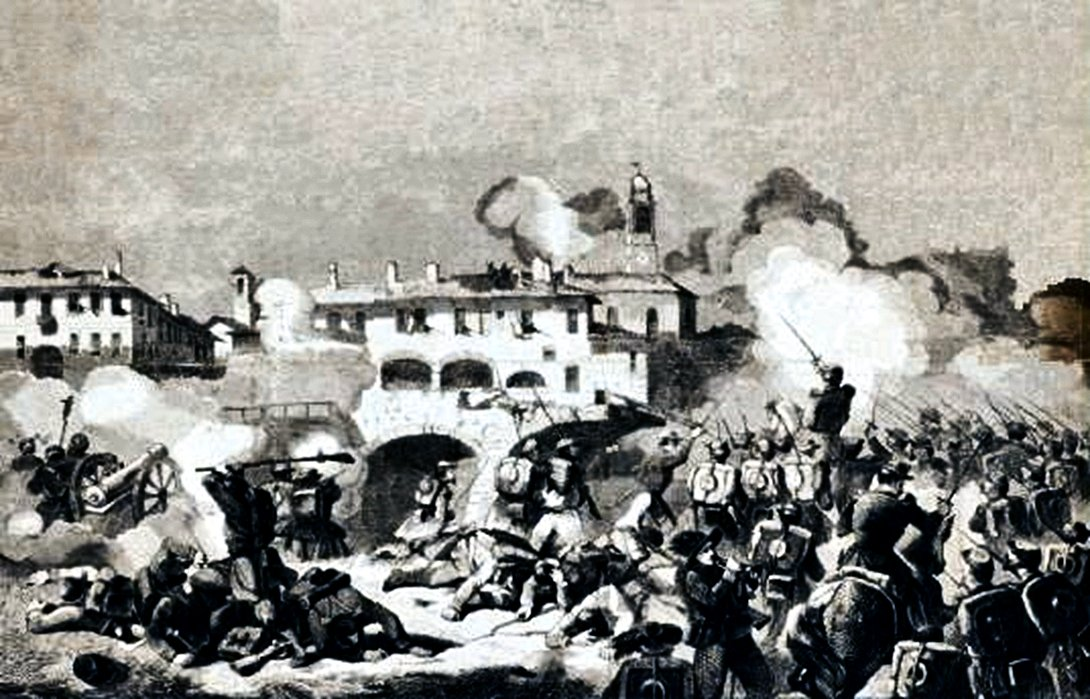
Prise de Boffalora pendant la bataille de Magenta.

La bataille se propage aussi autour de la gare ferroviaire de Magenta. Les Autrichiens se réfugient dans les habitations espérant défendre le territoire mètre par mètre. Le général Espinasse est blessé à proximité de Casa Giacobbe, mais sa colonne et celle de Mac Mahon, par une manœuvre en tenaille, attaquent l'ennemi retranché dans la ville. Le soir, les Bersaglieri de la division du général Manfredo Fanti arrivent à couvrir le côté gauche des alliés. Gyulai décide de se retirer momentanément envisageant une contre-attaque qui n'aura pas lieu. Au soir du 4 juin, après la victorieuse bataille, l'empereur Napoléon III nomme Mac Mahon maréchal de France et duc de Magenta. Le 8 juin, Victor-Emmanuel II et l'empereur français entrent victorieusement dans Milan, défilant sous l'arche de Paix, cours Sempione.

## Les Tirailleurs algériens dans la bataille
Comme pour la campagne de Crimée, l'armée d'Afrique fut appelée à fournir un contingent pour la campagne d'Italie. Chacun des trois régiments de Tirailleurs algériens dut fournir un bataillon de 1 100 soldats afin de créer un régiment provisoire de Tirailleurs algériens, composé de trois bataillons à six compagnies chacun. Le commandement en est donné au colonel Laure, du 2e régiment de Tirailleurs algériens.

## La Légion étrangère dans la bataille
(juin 2008).
Les troupes du corps expéditionnaire, aux ordres du maréchal Certain de Canrobert et les approvisionnements sont concentrés vers les Alpes et la vallée de la Saône. Des unités sont amenées d’Afrique où la situation est calme.
Le 1er Régiment Étranger, dont les effectifs sont encore réduits, est transporté en Corse et le 2e RE débarque à Marseille, et de là à Gênes le 26 avril, transporté par le navire « Vauban » . Les deux régiments se trouvent le 14 mai 1859 dans la plaine du Piémont et forment la 2e brigade de la 2e division du 2e corps d’armée.
La 2e division est commandée par le général Espinasse, le 2e corps est aux ordres du général de Mac Mahon. Le début de la campagne est calme. Quelques escarmouches opposent les avant-gardes des troupes franco-sardes et les forces autrichiennes, sans importance à l’exception de la bataille de Montebello près de Voghera qui faillit bien se transformer en bataille rangée.
Les colonnes continuent à remonter le cours du Tessin. Cette région est peu faite pour une rencontre de masses, mais elle est favorable à une campagne de guérilla. Les forces françaises progressent au nord du Pô, dans un terrain coupé par plusieurs affluents. La Sésia est franchie sans opposition car les Autrichiens se replient derrière le Tessin. Initialement occupé à fixer les troupes autrichiennes sur le Pô, le 2e corps d'armée reçoit l'ordre d'envelopper par le nord l'armée autrichienne. Certains de ses éléments sont encore sur la rive ouest de la rivière quand le régiment de tirailleurs établit une tête de pont à Turbigo, le 2 juin. Enfin, le 3 juin, la rive droite du Tessin est pratiquement reconnue jusqu’à la hauteur de Milan, c’est-à-dire près de Trecate.
On envoie la Légion observer le pont de San Martino qui commande directement à l’ouest, le village de Magenta. Les légionnaires arrivent sur de puissantes positions censées défendre l’accès de ce passage important. Ils ne découvrent que 7 pièces d’artillerie, abandonnées à la garde de trois factionnaires, oubliés là par erreur. Le pont lui-même est endommagé, mais les artificiers autrichiens n’ont pas eu le temps d’achever leur besogne car seules les deux dernières arches se trouvent affaissées et le Génie n’a pas grand mal à réparer les dégâts.
Pratiquement, le Tessin est franchi. Le combat s'engage seulement le matin du 4 juin 1859. La bataille prend de l'ampleur sans que les commandants en chef des deux armées l'aient voulu. Une division de la Garde impériale tente d'élargir la tête de pont et se heurte à une forte résistance près de Magenta. Les Autrichiens profitent d'un terrain accidenté et d'un cours d'eau parallèle au Tessin pour établir leurs défenses.

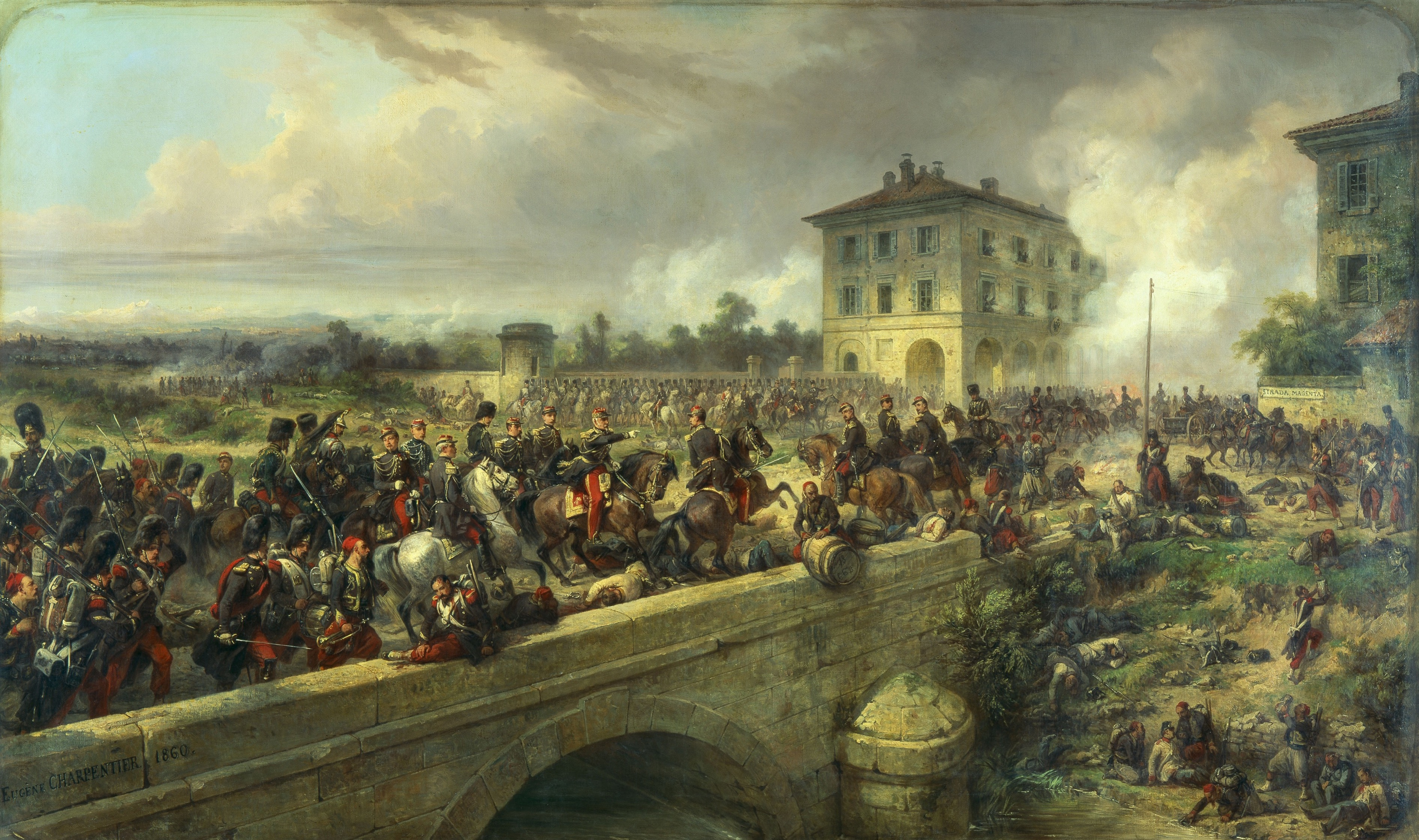
La Garde impériale à Magenta, le 4 juin 1859, huile sur toile de Eugène-Louis Charpentier, musée de l'Armée, 1860.

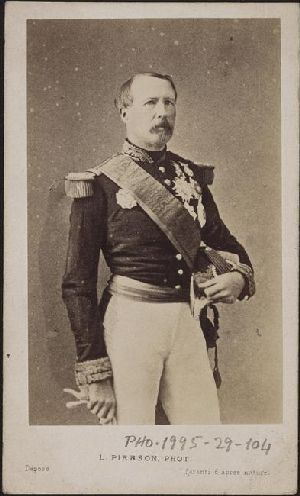
Le général de Mac Mahon vers 1859.

Au bruit de la bataille, le 2e corps rallie Magenta où il s'engage en échelons successifs, sans véritable coordination. Le 1er régiment étranger du colonel Brayer avance sous la protection du 7e régiment de chasseurs à cheval quand ce dernier doit refluer sous la pression ennemie. Les Autrichiens progressent en trois colonnes, effectuant des feux de salve peu efficaces mais impressionnants. La compagnie de voltigeurs du capitaine Rembert se trouve la première au contact. Son chef la lance à la charge avec audace.

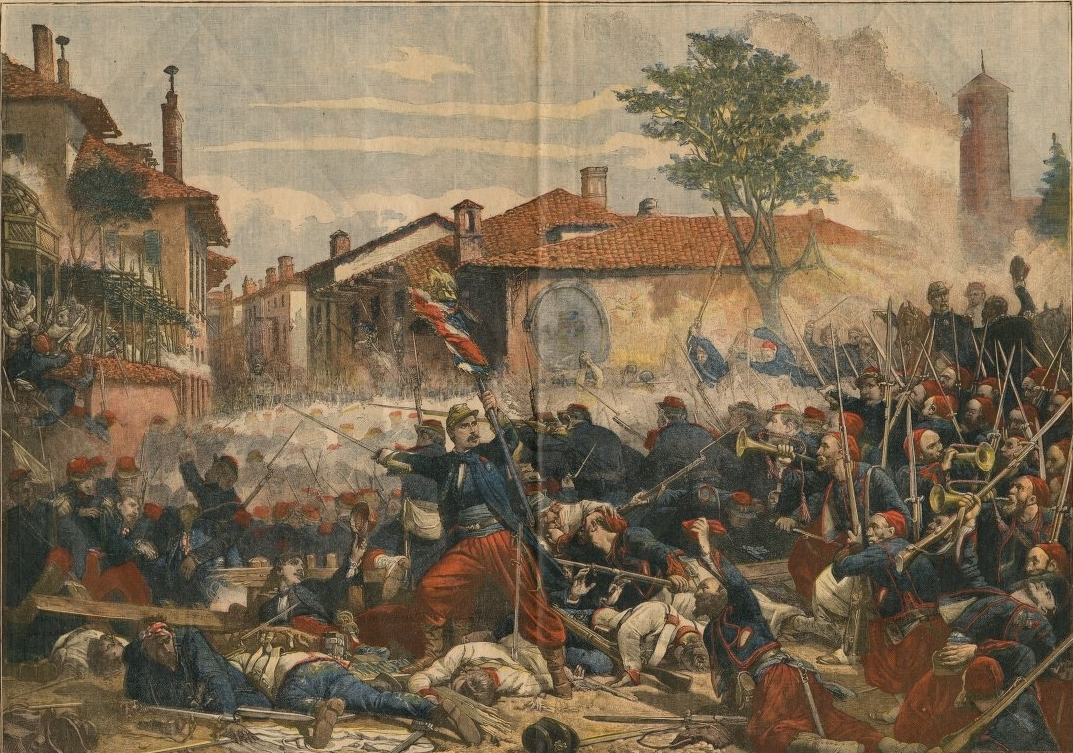
La Bataille de Magenta par Yvon (1863).

La Légion engagée dès le début de l’action, en position vers Marcallo, reçoit le choc des Autrichiens massés en grand nombre de l’autre côté. Elle ne peut passer immédiatement à l’attaque. Il faut attendre que l’ensemble du corps expéditionnaire se regroupe pour pouvoir envisager une tactique propre à briser la résistance des 50 000 hommes bien équipés qui barrent la route de Milan, et par le fait, de la Lombardie tout entière. Au soir, les deux régiments étrangers bivouaquent à Turbigo, au nord et sur la rive gauche du Tessin qui vient d’être franchi par la 1re brigade, aux ordres du général de La Motte-Rouge. Les Autrichiens réagissent fortement. Les lignes ennemies connaissent un certain flottement avant de mesurer la force réelle de la petite troupe et de se reprendre, et le général de Mac Mahon, aventuré avec une faible escorte dans le village de Robecchetto, pour monter dans le clocher afin d’observer les mouvements de l’ennemi, ne trouve son salut que dans une retraite précipitée.
Entre-temps, les tirailleurs du général de La Motte-Rouge dégagent le lieu et les autres corps peuvent bivouaquer, avec les précautions d’usage, dans les maisons et aux alentours du village. Le lendemain, à l’aube, la marche reprend vers Magenta. Les divisions ennemies sont massées aux alentours de l’agglomération et en surveillent sans défaillance les abords. Les plantations leur fournissent une barrière naturelle difficilement franchissable. Elles ont eu le temps d’organiser leurs liaisons.
Du côté des Français, le 2e corps les menace du Nord, tandis que la Garde impériale, profitant des renseignements donnés par les régiments étrangers au sujet des ponts de San Martino, s’avance dans la direction de Magenta et resserre la tenaille. La 2e division doit former l’aile gauche du dispositif français et progresser le long de la grande route de Milan, tout en gardant le contact avec la 1re division, en route vers Buffalora, sur les rives du Tessin, ayant pour mission de faire sa jonction avec les forces qui ont pu franchir le fleuve par les ponts de San Martino. Entre les deux divisions, près de trois kilomètres se trouvent découverts. Les liaisons ne sont assurées que par quelques compagnies essaimées. Les attaques doivent s’effectuer suivant l’axe des trois routes qui, de Marcallo, Buffalora et San Martino (it), rejoignent l’axe de Milan dans Magenta même.
Le 4 juin au matin, les troupes françaises s’ébranlent rapidement en direction de Magenta. La 2e division occupe presque sans coup férir, le village de Buffalora (it). À l’aile gauche, l’avance est plus difficile. Le village de Marcallo dépassé, l’ennemi se dévoile, bien retranché de part et d’autre de la route. Il oppose une vive résistance. La situation est confuse. Le 1er régiment étranger commandé par le colonel de Brayer et le 2e régiment de zouaves chargent d’abord, mais ne peuvent rompre les rangs de l’ennemi très supérieur en nombre. Le colonel de Chabrières, du 2e RE, à cheval en grande tenue s’écrie alors : « Non, non, pas en retraite ! Sacs à terre, en avant la Légion » et entraîne le 2e Étranger vers l'ennemi pour tomber presque aussitôt, mortellement blessé. L'élan de ses hommes n'est pas pour autant coupé : rendus furieux par la mort de leur chef, ils foncent vers l'ennemi, baïonnette au canon. Le terrain accidenté ne permet pas de maintenir un ordre strict dans les rangs, mais les légionnaires bousculent avec fureur les lignes autrichiennes qui commencent à se débander. Le 1er Étranger et le 2e Zouave se joignent à l'assaut qui ne s'arrête que devant les positions occupées par les réserves autrichiennes devant Magenta. Celles-ci sont composées de solides unités de chasseurs tyroliens et de redoutables croates.
L’élan de la Légion repousse les Autrichiens qui battent en retraite. Le lieutenant-colonel Martinez, l’ancien adversaire des carlistes, prend le commandement de la Légion à la mort de son chef. L’attaque continue sur toute la ligne et l’ennemi est poursuivi la baïonnette aux reins pendant 3 kilomètres. Arrivés au chemin de fer, les Autrichiens recueillis par de fortes réserves cessent de battre en retraite et la Légion se reforme dans un pli de terrain.
Les légionnaires attaquent la ville à deux reprises, mais sont repoussés. Dans la violence et la confusion des corps à corps, l'Aigle du 2e Étranger est alors en grand danger d'être pris et doit être dégagé par les zouaves. Vers 5 h du soir, le général Espinasse donne l’ordre d’enlever le village de Magenta et se met à la tête de la Légion et du 2e Zouave.
L’obstacle redoutable est la gare : puissante bâtisse tenue par de nombreux défenseurs, elle est bien approvisionnée. Les troupes du général de La Motte-Rouge sont déjà aux abords de l’édifice et ne tardent pas à le neutraliser. Les combats de rue se poursuivent jusqu'à neuf heures du soir et sont d'une rare violence.
Le général Espinasse, ancien officier de Légion, conduisant sa division en pointe, est tué par un chasseur tyrolien, embusqué et tombe à la tête de ses zouaves. Jusqu’à 9 h du soir, on se bat dans le camp autrichien.
Les troupes françaises sont cependant trop épuisées pour exploiter leur avantage. Le 7 juin, le 2e corps pénètre dans Milan. Quand le général de Mac Mahon voit les légionnaires pénétrer dans la grande rue du bourg, il s’écrie « La Légion est à Magenta : l’affaire est dans le sac. » La population fait un accueil triomphal aux troupes françaises.
Mais Magenta tombe, après une lutte au cours de laquelle le village de Ponte-di-Magenta est pris et repris sept fois. Cette victoire doit cependant être porté au crédit de la troupe. Cette ardeur coûte toutefois cher à l'armée d'Italie qui perd 4 000 tués et blessés ainsi que 600 disparus sur les 50 000 hommes engagés. Sensiblement égales en nombre, les forces autrichiennes subissent des pertes deux fois supérieures.
La Légion perd, outre le colonel de Chabrières, les capitaines Alavoine et d’Assis, le lieutenant André, 55 sous-officiers et soldats tués ; 11 officiers et 143 sous-officiers et soldats blessés. Le capitaine Danjou a un cheval tué sous lui. Il est fait chevalier de l’ordre des saints Maurice et Lazare. Le sergent Vilain est fait chevalier de la Légion d’honneur et l’adjudant Maine et le fusilier Wensel reçoivent la médaille de la Valeur militaire de Sardaigne.
Les deux régiment étrangers inscrivent dans leurs plis le nom de « Magenta » et seront décorés de la médaille de la ville de Milan, cinquante ans plus tard. Avec ce succès, Mac Mahon, commandant en chef du 2e corps, obtiendra la dignité de maréchal de France et le titre de duc de Magenta.
Un mausolée existe où reposent les restes des combattants tombés lors de cette bataille.

## Commémoration
Le boulevard de Magenta et la cité de Magenta à Paris (Xème arrondissement) rappellent cette bataille.